# بطيخ أحمر
البطيح أو البِطِّيخ الأحمر أو البطيخ الهندي أو البطيخ الأخضر أو البطيخ الشامي أو الدُّلَّاعُ أو الخِرْبِز أو الرَّقِيّ أو الحَبْحَب أو الجبس (بالإنجليزية: Watermelon)‏ (الاسم العلمي: Citrullus lanatus) هو صنف من أصناف البطيخ يتبع عائلة القرعية وهو نبات صيفي متسلق، يُنتج ثمارًا كروية أو أسطوانية الشكل ذات لون أخضر فاتح أو أخضر غامق، ذات لب حلو المذاق أحمر اللون، ويُنتج منه أصناف أخرى بألوان لبّ مختلفة، مثل الأصفر والبرتقالي والأبيض، تنتشر فيه بذور سوداء اللون لها لب أبيض.

## مكوناته
بتحليل البِطِّيخ الأحمر وجد أن المائة غرام منه تحتوي على: 90 غرام ماء و10 غرامات سكر وحوالي نصف غرام بروتين و7 مليغرام دهون وحوالي 9 مليغرام كالسيوم و5 مليغرام من فيتامين A و 10 مليغرام من فيتامين C وحوالي 30 مليغرام حديد و3 مليغرام صوديوم و20 مليغرام مغنيسيوم و15 مليغرام فسفور وحوالي 15 مليغرام بوتاسيوم كما أن المائة غرام تعطي للجسم حوالي 50 سعرًا حراريًا كما أنّ بذور البطيخ غنيةٌ بالبروتينات عالية الفائدة إذ تبلغ 30 مليغرام في الـ(10 غرام) من البذور على نسبة عالية من الدهون غير المشبعة والجيدة الفائدة غذائيًا وخصوصًا المسمى (أوميجا) المساعد في تخفيض نسبة الكولسترول في الدم.
يستخدم ثمر البِطِّيخ الأحمر كطعام منشط ومروي، تصنع منه مربيات مختلفة.
تنضج ثمار البِطِّيخ الأحمر خلال (3-4) أشهر من بدء زراعة البذور، تصدر الثمرة الناضجة عند القرع عليها صوتًا مكتومًا ويكون الصوت رنّانا عندما تكون غير ناضجة.

## الاقتصاد
| أكبر منتجي البطيخ في العالم عام 2016 (بملايين الأطنان) | أكبر منتجي البطيخ في العالم عام 2016 (بملايين الأطنان) |
| ------------------------------------------------------ | ------------------------------------------------------ |
| الصين                                                  | 79.2                                                   |
| تركيا                                                  | 3.9                                                    |
| إيران                                                  | 3.8                                                    |
| البرازيل                                               | 2.0                                                    |
| العالم                                                 | 111.0                                                  |
|                                                        |                                                        |

يُقدَّر الإنتاج العالمي من البِطِّيخ الأحمر ب:26.7 مليون طن. أما أهم الدول المنتجة فهي الصين التي تنتج وحدها نسبة 71% من الإنتاج العالمي (طبقا لإحصائيات منظمة التغذية والزراعة لعام 2004، وتأتي تركيا في المرتبة الثانية ب4% فإيران والبرازيل ثم الولايات المتحدة.
الإنتاج العالمي للبطيخ عام 2016 بلغ 117 مليون طن، ومثل إنتاج الصين وحده نسبة 68% من مجموع الإنتاج العالمي. ومن المنتجين الثانويين الذين فاقت نسبتهم من المجموع العالمي عتبة 1% فمنهم تركيا والبرازيل وإيران وأوزبكستان والجزائر والولايات المتحدة ومصر والمكسيك وروسيا وكازاخستان.

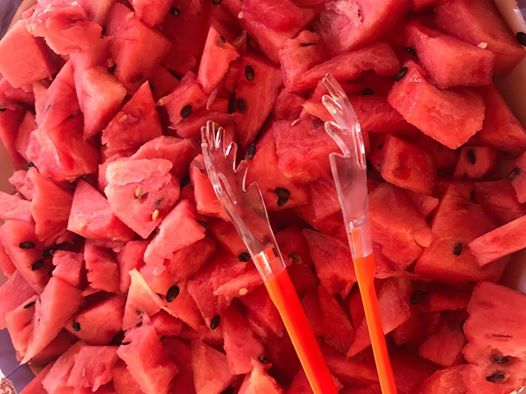
بطيخ مقطع

## عرض صور

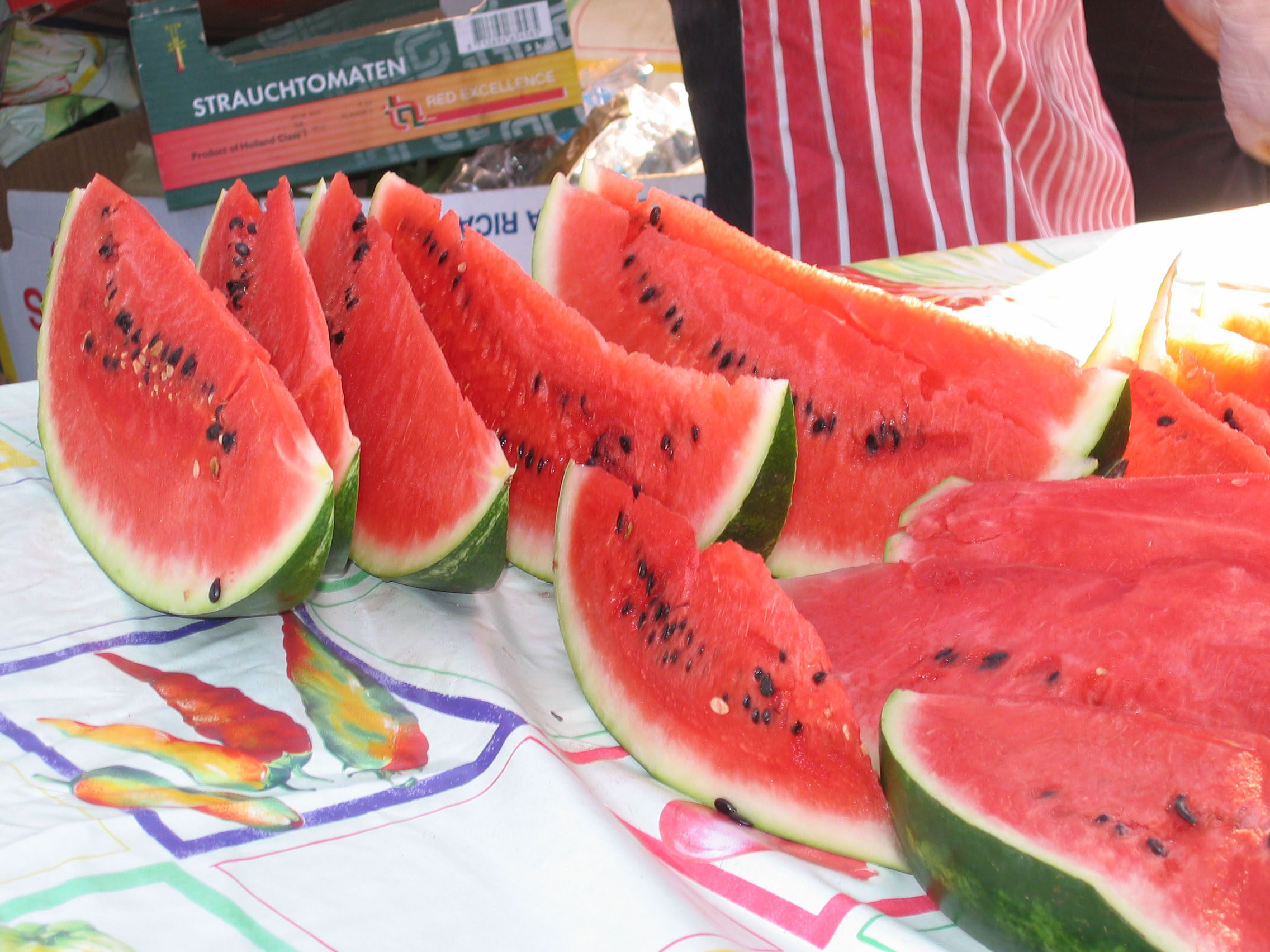
بطيخ أحمر
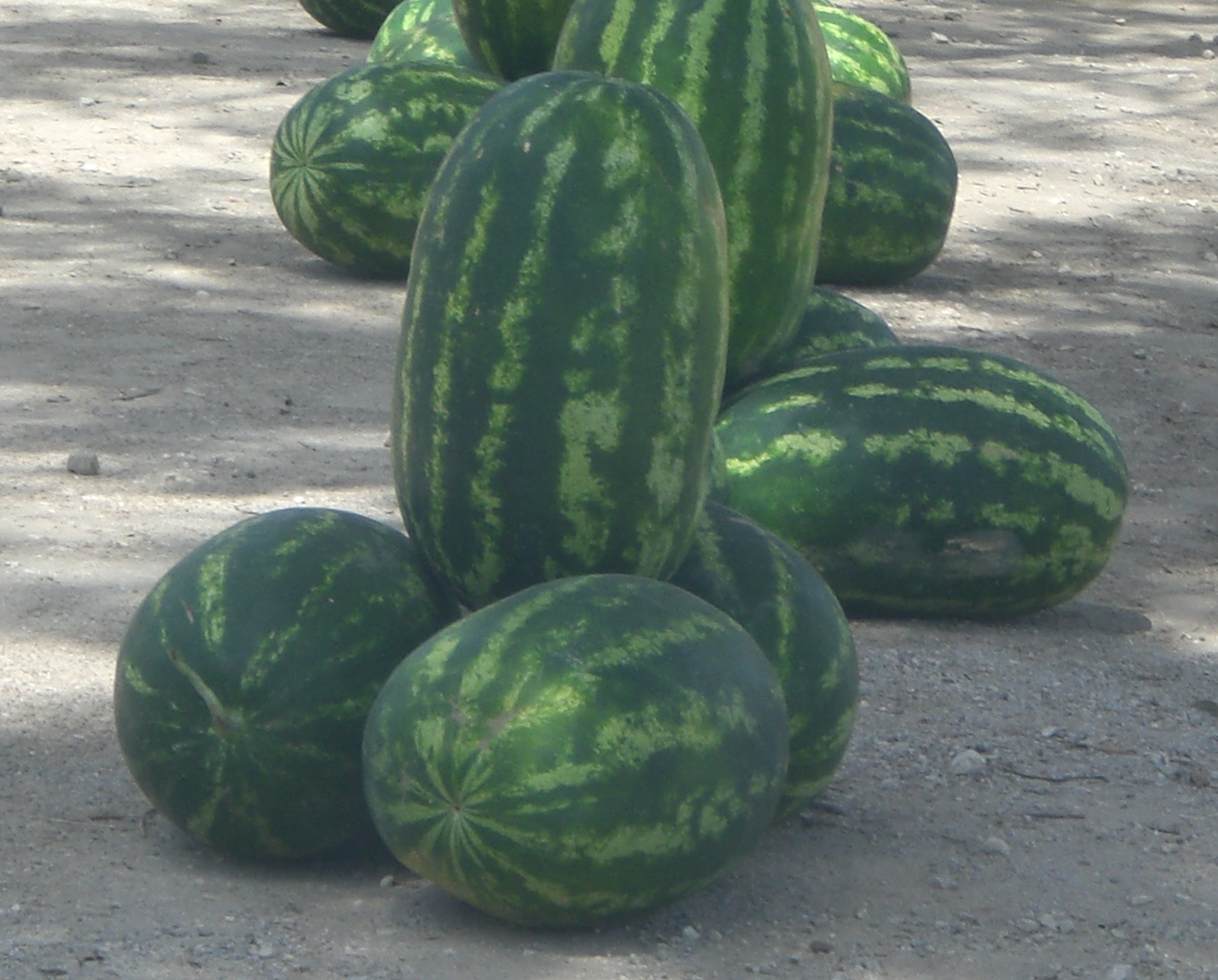
بطيخ أحمر على قارعة الطريق قرب قعفور
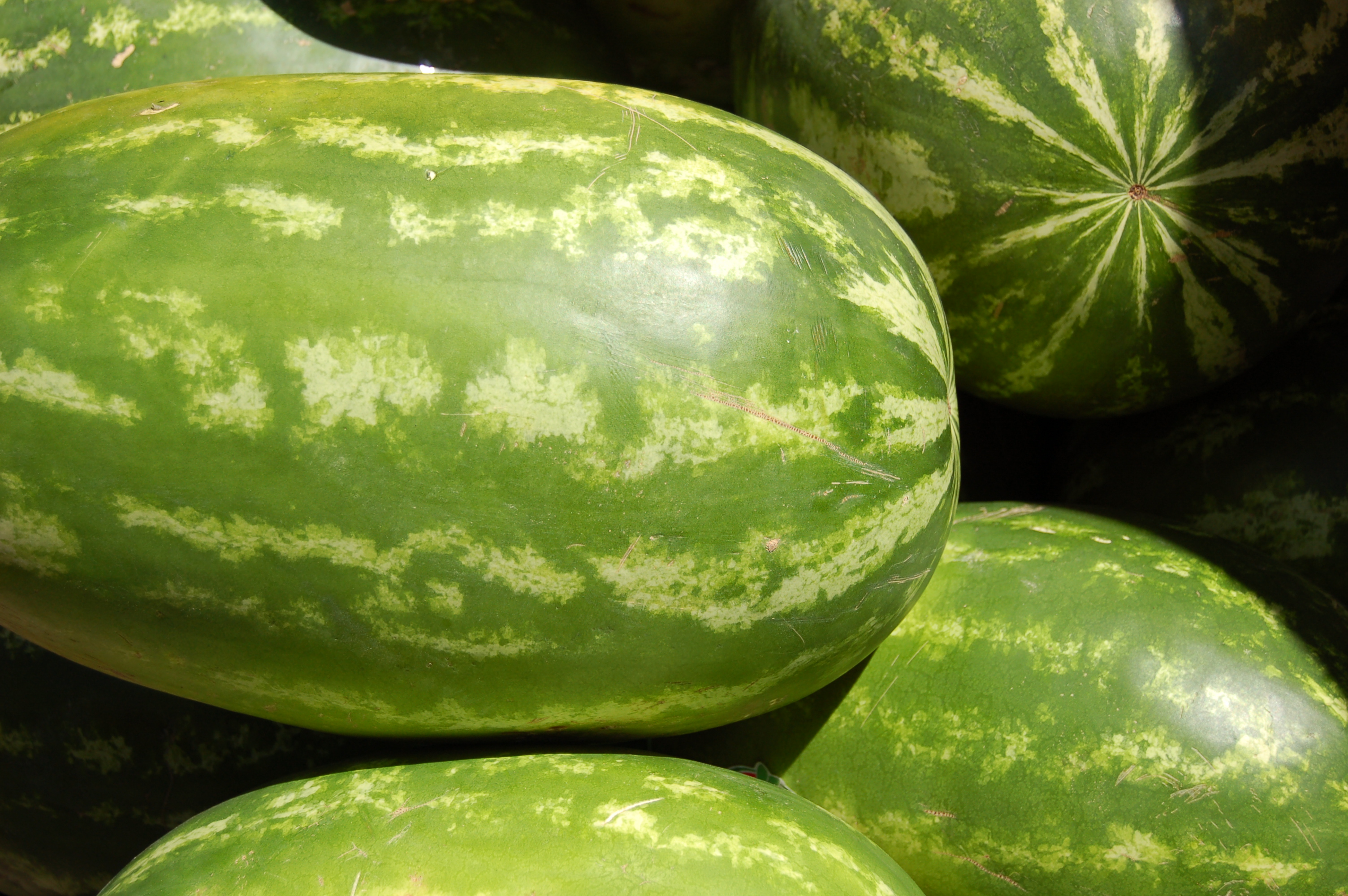
بطيخ أحمر
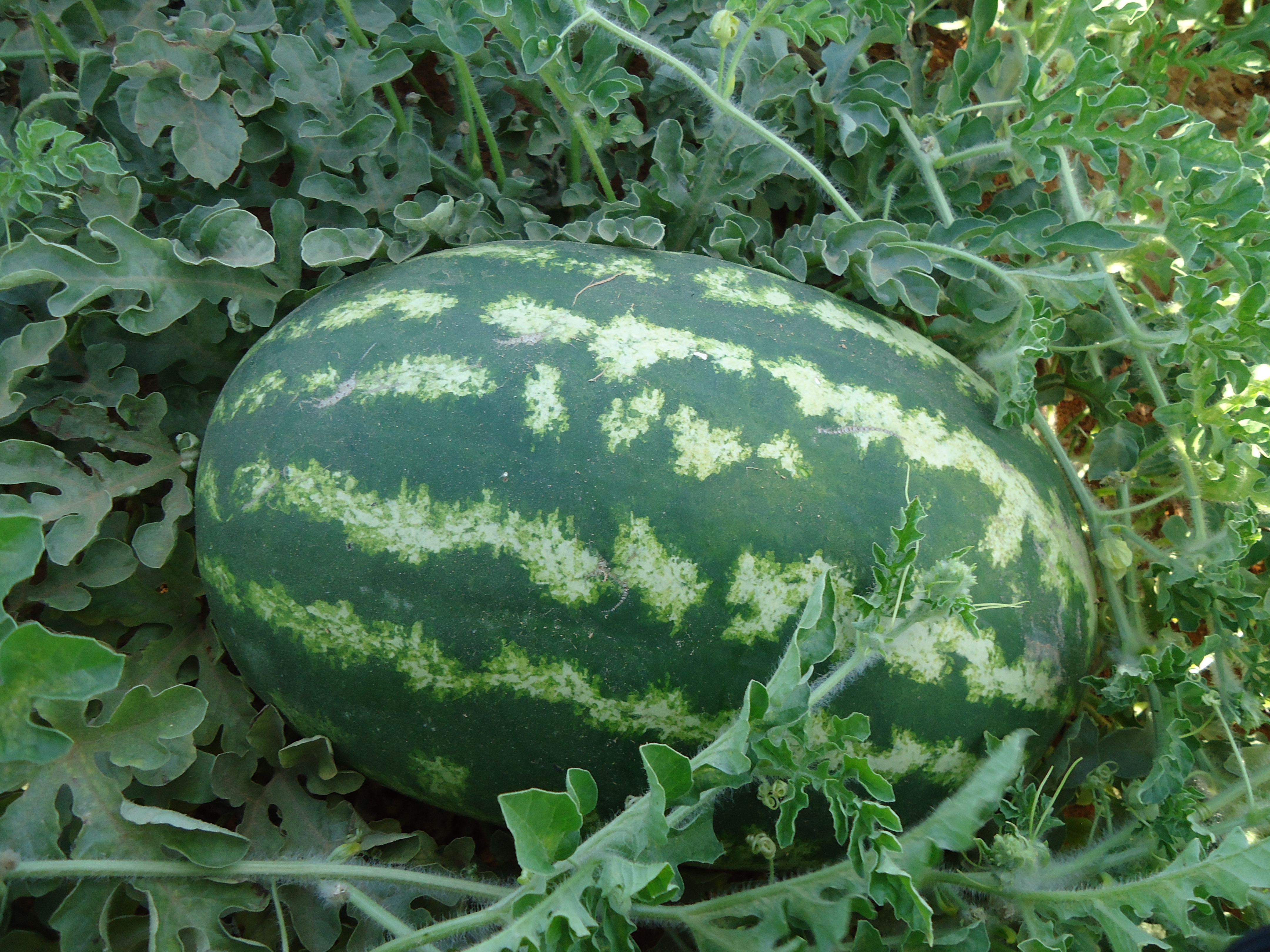
بطيخ أحمر في المزرعة
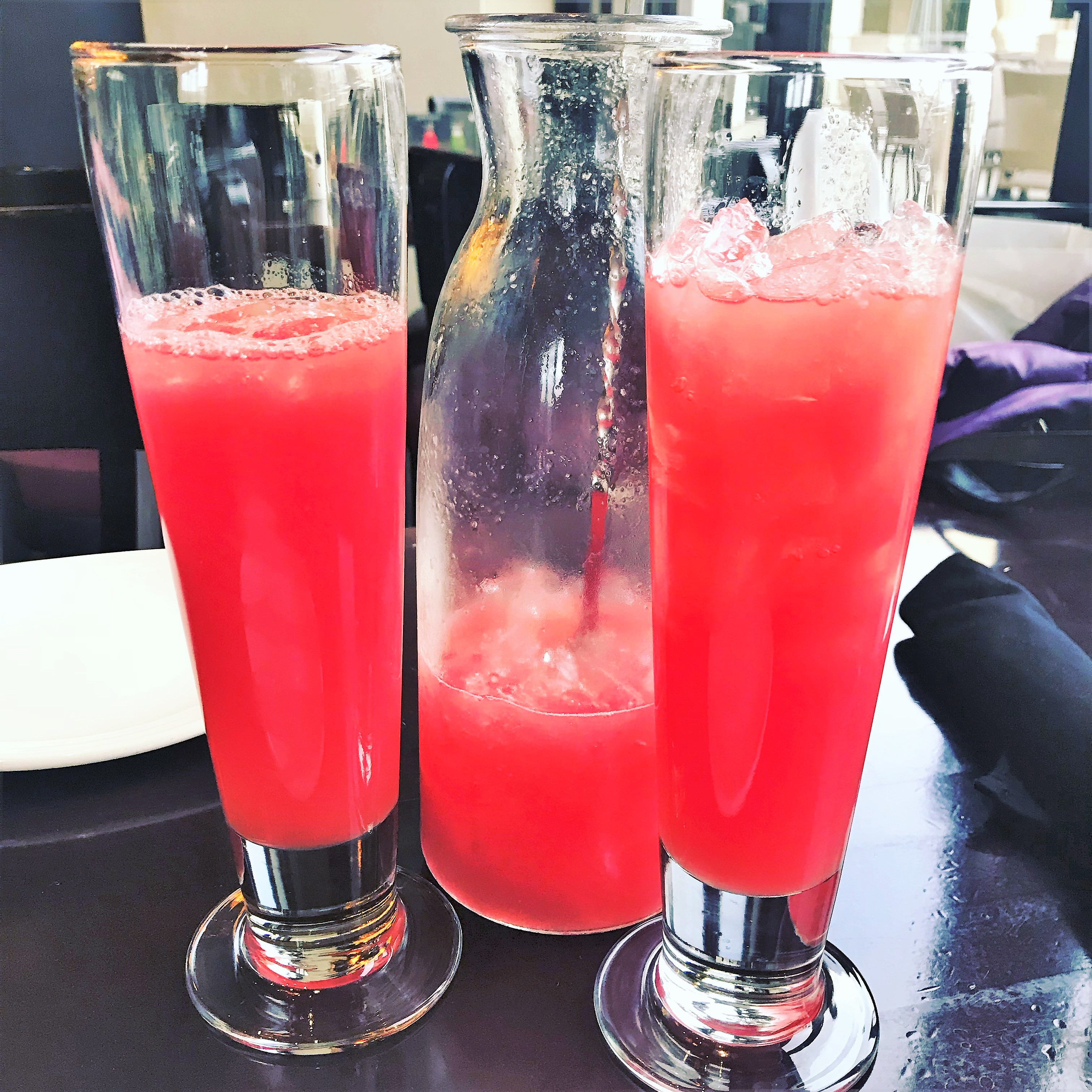
عصير البطيخ الأحمر